# James Cracknell
James Edward Cracknell (5 maggio 1972) è un canottiere britannico.
Ha vinto due medaglie olimpiche nel canottaggio, entrambe d'oro. In particolare ha conquistato la medaglia d'oro alle Olimpiadi 2000 di Sydney nel quattro senza maschile e la medaglia d'oro anche ad Atene 2004, anche in questo caso nella specialità quattro senza.
Ha vinto inoltre ben sei medaglie d'oro, in diverse categorie, ai campionati del mondo di canottaggio (1997, 1998, 1999, due nel 2001 e 2002).